# ダニエル・タメット
ダニエル・ポール・タメット（Daniel Paul Tammet、1979年1月31日 - ）は、イギリスのサヴァン症候群の人物。暗算・暗記および自然言語の学習に関して非常に高い能力を持っている事で知られている。
彼を主人公としたテレビドキュメンタリー「ブレインマン」は、世界40ヵ国以上で放送され、大きな反響を呼んだ。

## 人物

### 出生
ロンドンの中流階級の家庭に、9人兄弟の長男として生まれる。自叙伝“Born on a Blue Day”（邦題『ぼくには数字が風景に見える』講談社　古屋美登里訳）では、てんかん・共感覚・アスペルガー症候群を抱えていた事が、自身の幼児期に多大な影響を及ぼしたと語っている。

### 共感覚
タメットは、数字を色相や感覚と結びつけて理解する共感覚能力を持っている。彼の説明によると、1から10,000までの数字は各々の形態・色・手触り・感情を持っており、計算の結果導出された数字たちを、直感的に共感覚的な景色であると“みなし”たり、素数なのか合成数なのかを“読み取る”ことができるのだという。中でも、“289”のイメージを特に醜く、“333”は特に魅力的で、円周率は美しい数字であると評している。また、数字のイメージを文章で書くだけではなく、芸術作品として視覚化する等の試みも行なっている。

### 円周率
2004年3月14日（円周率の日にあたる）には、オックスフォード科学史博物館で行なわれたイギリスてんかん協会の主催によるチャリティーチャレンジにおいて、円周率を22,514桁まで5時間以上かけて暗唱し、ヨーロッパ記録を樹立した（と信じられてきたが、3000桁直前に誤りがあったため後日記録が訂正された）。オーストラリア国立大学のアラン・スナイダー教授はタメットについて、「サヴァンは通常、自身の能力についてどうしてできるのか説明できないことが多い。自然にできてしまうのだ。彼は自分の頭の中を説明することができる。それで彼は我々を興奮させるのだ。彼はロゼッタ・ストーンになりえるのだ」とした。

### 言語能力
母国語である英語のほか、フランス語、フィンランド語、ドイツ語、スペイン語、リトアニア語、ルーマニア語、エストニア語、アイスランド語、ウェールズ語とエスペラント語を含む11ヶ国語を話す事ができるとされる。
その中でも、母音が豊富である事から、エストニア語を最も好んでいる。またタメットは、現在“Mänti”と呼ばれている新しい人工言語を創作しており、その言語はフィンランド語とエストニア語に関連した多くの特徴があるとされている（因みに、両方ともフィン・ウゴル語派に属する）。
タメットは、非常に速く新しい言語を習得するのが可能な事でも知られている。Channel 5のドキュメント番組の企画でアイスランド語を習得したところ、1週間後にアイスランドのテレビ番組において全てアイスランド語でインタビューに答え、その上達ぶりは彼のアイスランド語の教師が「化け物」「天才」とまで評したほどだった。その一連の経緯は、2007年1月28日にアメリカCBSの“60 Minutes”においても放送され、全米で反響を呼んだ。

### 私生活
同性愛者であるタメットは、パートナーであるソフトウェアエンジニアのニール・ミッチェルとともに、共同でeラーニングの運営会社「Optimnem」を経営しながら、愛猫たちと平穏な生活を送っていたが、2007年に別れ、現在は新しいパートナーであるフランス人写真家のジェローム・タベットとフランスのアヴィニョンで暮らしている。2002年のクリスマスにクリスチャンになったと自著『ぼくには数字が風景に見える』に書いている。

## 疑い
フリージャーナリストのジョシュア・フォアは『ごく平凡な記憶力の私が1年で全米記憶力チャンピオンになれた理由』という著書で、タメットが記憶術を使っていながらそれを隠し共感覚を持っているふりをしていることを示唆する内容を書いている。

## 著作
- 『ぼくには数字が風景に見える』（古屋美登里訳） 講談社、2007年6月13日、ISBN 978-4062139540
- 『天才が語る―ーサヴァン、アスペルガー、共感覚の世界』（古屋美登里訳） 講談社、2011年2月1日、ISBN 978-4062155137
- 『ぼくと数字の不思議な世界』（古屋美登里訳）　講談社、2014年7月22日